# Иванов, Константин Сергеевич
Константин Сергеевич Иванов (1923—1980) — участник Великой Отечественной войны, полный кавалер ордена Славы.

## Биография
Родился 20 сентября 1923 года в селе Южа (с 1925 года — город) Ивановской области в семье рабочего-текстильщика. Русский. Здесь окончил 6 классов, затем Шуйское ремесленное училище. Работал электриком на текстильной фабрике в Юже.
В марте 1942 года был призван в Красную Армию Южским райвоенкоматом. В апреле того же года уже участвовал в боях под Воронежем. В первом бою у села Линовка был легко ранен, остался в строю. Часть, в которой служил красноармеец Иванов, все лето и осень вела оборонительные бои. 2 декабря в боях за железнодорожную станцию Лиски был снова ранен, на это раз тяжело.
После выздоровления из госпиталя был направлен в 15-ю стрелковую дивизию, в составе которой прошёл до Победы. Воевал на Центральном, Брянском, 1-м и 2-м Белорусских фронтах в качестве командира стрелкового отделения, командира отделения кавалерийского эскадрона, разведчика. Накануне сражения на Курской дуге в одном из боев местного значения Иванов был ранен в третий раз. Он догнал свой полк лишь у Днепра. В боях на Днепре Иванов проявил мужество и храбрость и вскоре был переведен в отдельный кавалерийский эскадрон разведки 15-й стрелковой дивизии.
В июне 1944 года дивизия в составе 1-го Белорусского фронта вела наступательные бои за освобождение Белоруссии.
28 июля 1944 года в наступательных боях за село Гарожа (9 км восточнее города Осиповичи, Белоруссия) командир отделения кавалерийского эскадрона ефрейтор Иванов первым порвался в окопы противника, в рукопашном бою уничтожил двух немецких солдат и одного взял в плен, захватил вражеский пулемёт и вёл огонь по отступающему противнику. При продвижении к местечку Осиповичи, выполняя задание по разведке, доставил ценные сведения и «языка».
Приказом от 8 июля 1944 года ефрейтор Иванов Константин Сергеевич награждён орденом Славы 3-й степени (№ 128613).
Наступление развивалось стремительно. На подступах к городу Слониму отделение разведчиков-кавалеристов под командой Иванова настигло до роты немцев и дерзко вступило с ними в бой. Внезапность принесла успех. Потеряв 17 человек убитыми, противник поспешно отступил. Мужество и решительность Иванова были отмечены медалью «За отвагу». В сентябрьских боях на Наревском плацдарме был тяжело ранен. В родную дивизию он вернулся перед самым началом январского наступления 1945 года и был зачислен в 77-ю отдельную разведывательную роту.
В конце января 1945 года в районе населенного пункта Гросс-Вестпален (6-км юго-западнее города Грауденц, Германия) ефрейтор Иванов из личного оружия уничтожил пятнадцать гитлеровцев и противотанковыми гранатами подорвал танк. Был ранен, но не покинул поле боя до отражения контратаки врага. Приказом от 15 марта 1945 года ефрейтор Иванов Константин Сергеевич награждён орденом Славы 2-й степени (№ 10388).
В конце апреля 1945 года войска 65-й армии штурмом овладели городом-крепостью Штеттин, расположенным в низовьях Одера, на западном берегу, а затем прорвали оборону противника на реке Рандов и устремились на северо-запад, к Балтийскому морю. 28 апреля ефретйор Иванов с группой конных разведчиков преследовал фашистов в направлении населенного пункта Мельдинитц (7 км юго-западнее города Штрасбург, Германия). В бою на юго-восточной окраине был убит командир взвода и Иванов принял командование на себя. В том бою взвод под его командованием уничтожил пятнадцать солдат противника, троих взял в плен. Разведчикам достались 20-миллиметровая автоматическая пушка, пулемёт, двенадцать винтовок и другое оружие.
День Победы Иванов встретил на берегу Балтийского моря северо-западнее Штеттина. 31 мая начальник разведки 15-й стрелковой дивизии майор Сидоренко представил ефрейтора Константина Сергеевича Иванова к ордену Славы 1-й степени. Некоторое время после войны Иванов продолжал службу в армии. Участвовал в Параде Победы на Красной площади в июне 1945 года. В декабре 1945 года старшина Иванов был демобилизован. Вернулся на родину в город Южу.
Указом Президиума Верховного Совета СССР от 15 мая 1946 года за исключительное мужество, отвагу и бесстрашие, проявленные на заключительном этапе Великой Отечественной войны в боях с гитлеровскими захватчиками ефрейтор Иванов Константин Сергеевич награждён орденом Славы 1-й степени (№ 1907). Стал полным кавалером ордена Славы.
Первое время Константин Иванов жил в родной Юже, работал на местной текстильной фабрике. В 1962 году вступил в КПСС. В 1964 году переехал в город Кораблино Рязанской области. Трудился на фабрике шелковых тканей. Скончался 11 мая 1980 года. Похоронен на кладбище города Кораблино Рязанской области.

## Награды
- Орден Славы 1 степени (15 мая 1946 — № 1907);
- Орден Славы 2 степени (15 марта 1945 — № 10388);
- Орден Славы 3 степени (8 июля 1944 — № 128613);
- Также же ряд медалей.